# Orit Farkasz Hakohen
Orit Farkasz Hakohen (hebr.: אוֹרִית פַרְקָשׁ־הַכֹּהֵן, ur. 29 grudnia 1970) – izraelska prawniczka i polityczka. Od 2021 do 2022 ministra innowacji, nauki i technologii Izraela. W 2020 piastowała urząd ministra planowania strategicznego, a w latach 2020–2021 ministra turystyki.

## Życiorys
W 1994 ukończyła studia prawnicze na Uniwersytecie Hebrajskim w Jerozolimie. Po ukończeniu studiów pracowała w sektorze prywatnym w kancelarii prawnej. Następnie przeszła do sektora publicznego, stając na czele postępowania sądowego w izraelskim urzędzie antymonopolowym. W latach 2006–2007 uczęszczała do Harvard Kennedy School na Uniwersytecie Harvarda w Cambridge, uzyskując tytuł magistra administracji publicznej.
W 2003 pełniła funkcję doradcy prawnego izraelskiego Urzędu ds. Energii Publicznej. W 2011 została pierwszą kobietą pełniącą funkcję dyrektora generalnego tego urzędu. Stanowisko piastowała do 2016 roku.
W 2019 dołączyła do nowo powstałej partii Hosen L'Israel. Wkrótce partia dołączyła do koalicji Niebiesko-Białych, a Farkasz Hakohen otrzymała piętnaste miejsce na jej liście wyborczej. Wkrótce została wybrana do dwudziestego pierwszego Knesetu. Ponownie zdobyła mandat w wyborach we wrześniu 2019 i wyborach w marcu 2020. W maju 2020 została mianowana ministrem spraw ds. strategicznych w nowo utworzonym rządzie. Na mocy prawa norweskiego zrezygnowała z mandatu parlamentarzysty. W październiku 2020 opuściła ministerstwo spraw strategicznych, aby zastąpić odchodzącego z rządu ministra turystyki Asafa Zamira na jego stanowisku.
Po wyborach w marcu 2021, została ministrą innowacji, nauki i technologii w rządzie Bennetta-Lapida. Funkcję sprawowała do 29 grudnia 2022, gdy powołano nowy rząd - IV rząd Binjamina Netanjahu.